# Vaucheriaceae
Famille
Les Vaucheriaceae sont une famille d'algues l'embranchement des Ochrophyta, de la classe des Xanthophyceae ou Tribophyceae (algues jaunes) de l'ordre des Vaucheriales.

## Étymologie
Le nom vient du genre type Vaucheria, qui fut donné en hommage au pasteur et botaniste suisse Jean Pierre Étienne Vaucher (1763-1841).

## Liste des genres
Selon AlgaeBase (9 janvier 2022) :
- Confervites, Sternberg
- Ectosperma, Vaucher
- Pseudodichotomosiphon, Yamada
- Pseudodictomosiphon,	Yam
- Vaucheria, A.P.de Candolle
- Vaucheriella, Gaillon
- Vaucheriopsis, Heering

Selon BioLib (9 janvier 2022) :
- Asterosiphon P. Dangeard, 1940
- Ectosperma Vaucher, 1803
- Pseudodichotomosiphon Yamada, 1934
- Vaucheria A.P. de Candolle, 1801

Selon ITIS (9 janvier 2022), NCBI (9 janvier 2022) et Tropicos (9 janvier 2022) :
- Vaucheria De Candolle, 1801